# Cyclophora obcoecaria
Cyclophora obcoecaria är en fjärilsart som beskrevs av Warren. Cyclophora obcoecaria ingår i släktet Cyclophora och familjen mätare. Inga underarter finns listade i Catalogue of Life.